# Luc Jalabert
Luc Jalabert (Arles, 27 de agosto de 1951 – 27 de marzo de 2018) fue un rejoneador francés. Fue el director del Arenas de Arlés de 1999 a 2015.

## Biografía
Sus padres eran criadores de toros de lidia y pura sangre en la Camarga.

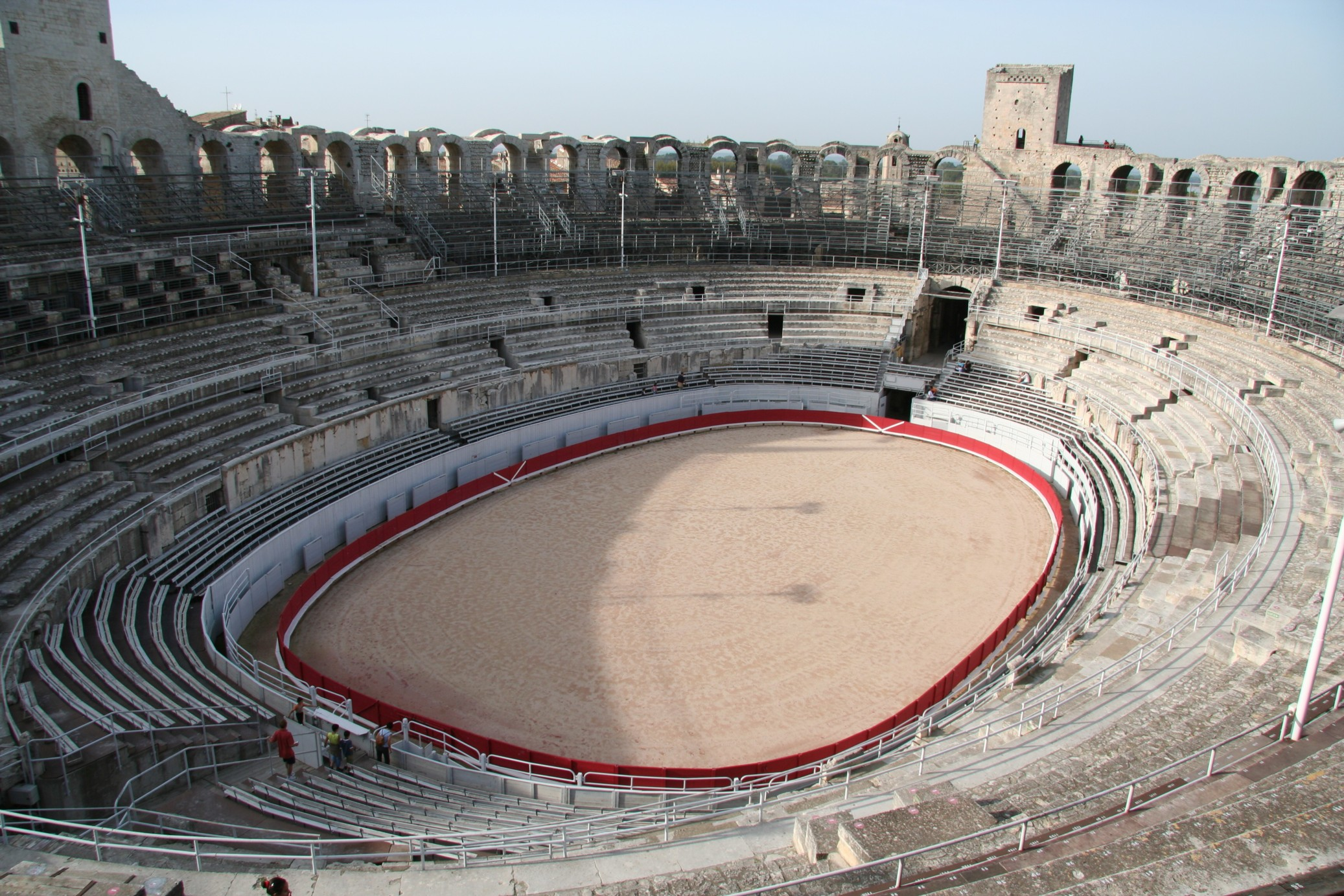
Arenas de Arlés

Jalabert comenzó su carrera como rejoneador en la Plaza de toros de Campo Pequeno en Lisboa, Portugal el 4 de septiembre de 1980. Lidió en Portugal, España y Francia. También trabajó como agente de toreros y organizador de eventos.
Jalabert vivió en La Chassagne, una granja en Arles. Tuvo tres hijos.
Jalabert murió el 27 de marzo de 2018, en Arles a los 66 años. Poco después de su muerte, muchos toreros y rejoneadores elogiaron sus contribuciones a la tauromaquia.